# Gelbschopfspecht
Der Gelbschopfspecht (Celeus flavescens) ist eine Vogelart aus der Familie der Spechte (Picidae). Dieser kleine bis mittelgroße und kontrastreich gefärbte Specht hat ein großes Verbreitungsgebiet im zentralen östlichen Südamerika. Die Art bewohnt ein breites Spektrum dichter und aufgelockerter Waldtypen einschließlich feuchter Wälder, Savannen, Galeriewäldern und Caatinga bis hin zu Obstgärten. Sie bevorzugt offenbar eher Waldränder. Über die Lebensweise des Gelbschopfspechts ist wenig bekannt. Die überwiegend an Bäumen, aber auch auf dem Boden gesuchte Nahrung besteht zu einem großen Teil aus Ameisen und Termiten, daneben werden auch Früchte und Beeren gefressen.
Die Art gilt als recht häufig, der Weltbestand gilt als stabil und ernsthafte Gefährdungen sind derzeit nicht erkennbar. Der Gelbschopfspecht wird von der IUCN daher als  (=least concern – nicht gefährdet) eingestuft.

## Beschreibung
Gelbschopfspechte sind kleine bis mittelgroße, kontrastreich gefärbte Spechte mit einer langen Haube. Der Schnabel ist mittellang, fast punktförmig zugespitzt, am First nach unten gebogen und an der Basis relativ schmal. Die Körperlänge beträgt etwa 25–30 cm, das Gewicht 110–165 g. Diese Spechte sind damit kleiner und etwas leichter als ein Grünspecht. Die Art zeigt hinsichtlich der Färbung einen deutlichen Geschlechtsdimorphismus.
Bei Männchen der Nominatform C. f. flavescens sind oberer und mittlerer Rücken sowie die Schulterfedern schwarz mit schmaler weißer Bänderung. Unterer Rücken, Bürzel und Oberschwanzdecken sind einfarbig beigeweiß oder hellgelb, die Oberschwanzdecken zeigen auf diesem Grund gelegentlich schwarze Binden. Die Oberflügeldecken sind schwarz mit weißen Spitzen, Säumen und Binden. Die Schwingen sind ebenfalls schwarz mit schmalen weißen Binden, die schwarzen Schirmfedern zeigen hingegen breite weiße Diagonalbinden und große weiße Spitzen. Der Oberschwanz ist fast einfarbig schwarz, nur das äußerste Steuerfederpaar ist weiß gesäumt oder gebändert.
Die Unterseite des Rumpfes ist schwarz, Flanken und Unterschwanzdecken zeigen auf diesem Grund oft eine angedeutete helle oder sogar rotbraune Bänderung. Die Beinbefiederung ist hellgelb oder beige mit schwarzen Stricheln und Flecken. Die Unterflügel sind wie die Flügeloberseite gefärbt, die Unterflügeldecken sind jedoch beige getönt. Der Unterschwanz ist wie der Oberschwanz gefärbt, aber weniger kräftig.
Der Kopf einschließlich Kinn und Kehle sowie der Hals sind fast einfarbig hell cremig-beige bis gelblich-weiß, nur der breite Bartstreif ist rot. Diese Rotfärbung ist manchmal bis unter die Augen ausgedehnt und gelegentlich ist auch die vordere Stirn rot.

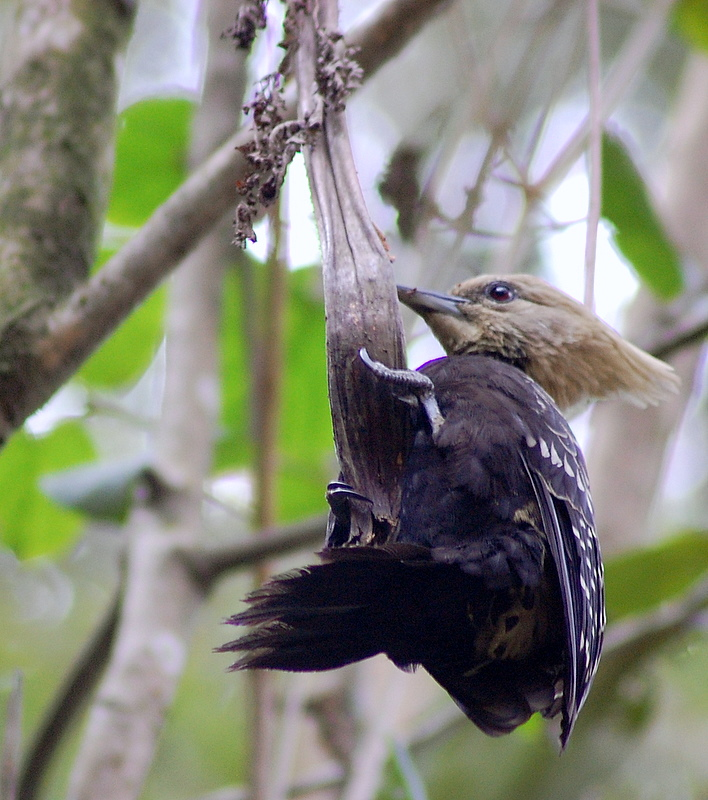
Weiblicher Gelbschopfspecht

Der Schnabel ist hornfarben oder bläulich-grau bis schwarz, der Unterschnabel ist heller und mehr elfenbeinfarben. Beine und Zehen sind blaugrau. Die Iris ist rot oder rotbraun, der Augenring blaugrau.
Weibchen fehlt der rote Bartstreif, dieser ist schwarz gestrichelt.

## Lautäußerungen
Es sind mehrere Rufe bekannt. Dazu gehören ein durchdringendes „tsew tsew tsew-tsew, wee-wee-week“ oder „wheep-wheep“, ein aggressives „ttirr“ und ein gellendes „wicket wicket“. Die Art trommelt leise.

## Verbreitung und Lebensraum
Dieser Specht hat ein großes Verbreitungsgebiet im zentralen östlichen Südamerika. Das Areal der Art reicht im Osten Brasiliens vom Süden des unteren Amazonas und dem Rio Tocantins nach Süden bis in den Südosten von Mato Grosso und bis Rio Grande do Sul, nach Westen bis Paraguay und bis in die argentinische Provinz Misiones. Die Größe des Gesamtverbreitungsgebietes wird auf 3,7 Mio. km² geschätzt.
Die Art bewohnt ein breites Spektrum dichter und aufgelockerter Waldtypen wie feuchter Wälder, Savannen, Galeriewäldern und Caatinga bis hin zu Obstgärten. Sie bevorzugt offenbar eher Waldränder.

## Systematik
Winkler et al. erkennen drei Unterarten an, von denen zwei sehr deutlich differenziert sind und die dritte zwischen diesen beiden vermittelt:
- Celeus f. flavescens  (Gmelin, JF, 1788)[3] – Osten Paraguays und Brasilien nach Osten bis Rio de Janeiro und weiter südlich. Die Nominatform ist oben beschrieben.
- Celeus f. ochraceus  (Spix, 1824)[4] – Unterlauf des Amazonas und Osten Brasiliens nach Süden bis Bahia. Kleiner und weniger kräftig gebaut als Nominatform, insgesamt mit weniger schwarz. Der Kopf ist mehr beige oder zimtfarben, gelegentlich mit viel Schwarz in der Augenumgebung. Rücken und Oberflügeldecken sind viel ausgedehnter zimtbeige mit schwarzen Punkten und herzförmigen Flecken. Der Bürzel ist dunkler, manchmal bis hin zu zimtfarben, und schwarz gezeichnet. Die hellen Flügelbinden sind breiter und mehr zimtfarben-beige. Die Rumpfunterseite ist mehr rauchgrau, die Federn zeigen oft beige-zimtfarbene Säume und die Flanken sind meist ausgedehnt zimtbeige. Die Unterart bildet im Osten von Brasilien offenbar Mischtypen mit der Nominatform.
- Celeus f. intercedens Hellmayr, 1908[5] – Vom Westen Bahias nach Süden bis Minas Gerais. In Größe, Färbung und Zeichnung zwischen den beiden vorigen Unterarten, aber recht wenig variabel. Helle Gefiederpartien weißlich bis beigeweiß mit oberseits schmaler, unregelmäßiger, schwarzer Bänderung, Unterseite schwarz, Schwingen oft mit etwas rotbraun.

Nach Winkler et al. bildet der Gelbschopfspecht eine Superspezies mit dem Kastanienspecht (Celeus castaneus), dem Fahlkopfspecht (Celeus elegans) und dem Blassschopfspecht (Celeus lugubris). Laut IOC World bird list wird der Blondschopfspecht (Celeus ochraceus (Spix, 1824)) heute als eigenständige Art betrachtet. Die Einordnung erfolgt auf Basis einer molekular phylogenetischen Studie aus dem Jahr 2011 durch Brett W. Benz und Mark Blair Robbins.

## Lebensweise
Über die Lebensweise des Gelbschopfspechts ist wenig bekannt. Diese Spechte werden in Paaren oder in kleinen Familiengruppen angetroffen. Die überwiegend an Bäumen, aber auch auf dem Boden gesuchte Nahrung besteht zu einem großen Teil aus Ameisen und Termiten, daneben werden auch regelmäßig Früchte und Beeren gefressen. Die Nahrung wird häufig auf dünnen Ästen durch Ablesen und Sondieren erlangt, vor allem an toten Ästen auch durch Hacken und Hämmern.
Bruten wurden in Argentinien im Oktober und November, im Osten Brasiliens zwischen April und Juni beobachtet. Die Höhlen werden in den Kartonnestern baumbewohnender Ameisen angelegt. Weitere Angaben zur Brutbiologie liegen bisher nicht vor.

## Etymologie und Forschungsgeschichte
Die Erstbeschreibung des Gelbschopfspechts erfolgte 1788 durch Johann Friedrich Gmelin unter dem wissenschaftlichen Namen Picus flavescens. Das Typusexemplar ordnete er Brasilien zu. 1831 führte  Friedrich Boie die für die Wissenschaft neue Gattung Celeus ein. Der Begriff leitet sich von κελεος celeos für einen grünen Specht ab, könnte aber auch auf Keleos abzielen. Der Artname flavescens hat seinen Ursprung in lateinisch flavescens, flavescentis, flavescere, flavere, flavus ‚golden-gelblich, goldfaben werden, goldgelb sein, gelb, golden‘. Intercedens bedeutet lateinisch intercedens, intercedentis, intercedere ‚dazwischen kommen, dazwischen‘. Ochraceus leitet sich von ωχρα ōkhra bzw. lateinisch ochraceus  ochraceous, ochra ‚oker, okerfarben‘ ab. Alfred Laubmann beschrieb in seinem Werk Die Vögel von Paraguay, dass die Art bisher nur von Arnaldo de Winkelried Bertoni für Paraguay nachgewiesen wurde. Da die Art im grenznahen Gebiet in Brasilien relativ häufig wäre, vermutete er aber, dass diese auch in Paraguay nicht selten vorkommt.

## Bestand und Gefährdung
Gesicherte Angaben zur Größe des Weltbestandes gibt es nicht. Die Art gilt als recht häufig, der Weltbestand gilt als stabil und ernsthafte Gefährdungen sind derzeit nicht erkennbar. Der Gelbschopfspecht wird von der IUCN daher als ungefährdet („least concern“) eingestuft.